# XpressAir
Terbanglah Indonesia
XpressAir est une compagnie aérienne indonésienne proposant des liaisons directes sur l'est du pays depuis le 23 juin 2003 (première liaison Jakarta-Jayapura) , et des destinations internationales vers la Malaisie depuis 2014. Commençant son activité avec deux Boeing 737, Xpress Air est devenue la première compagnie privée du pays à proposer des lignes régulières entre Jakarta et 24 destinations domestiques comme Makassar, Ternate, Sorong, Manokwari, et Jayapura. Makassar sert de hub principal pour tous les vols en provenance de Java vers les villes orientales de l'Indonésie, pendant que Sorong sert de hub secondaire en Papouasie pour les villes éloignées de l'île.
Xpress Air est soutenue par la PT Aero Nusantara Indonesia (ANI), une entreprise de maintenance aérienne.
En 2012, la compagnie aérienne modifie son nom de Express Air à Xpress Air.

## Destinations
- Indonésie
  - Ambon - Aéroport Pattimura
  - Babo - Aéroport de Babo (en)
  - Buli - Aéroport de Buli (en)

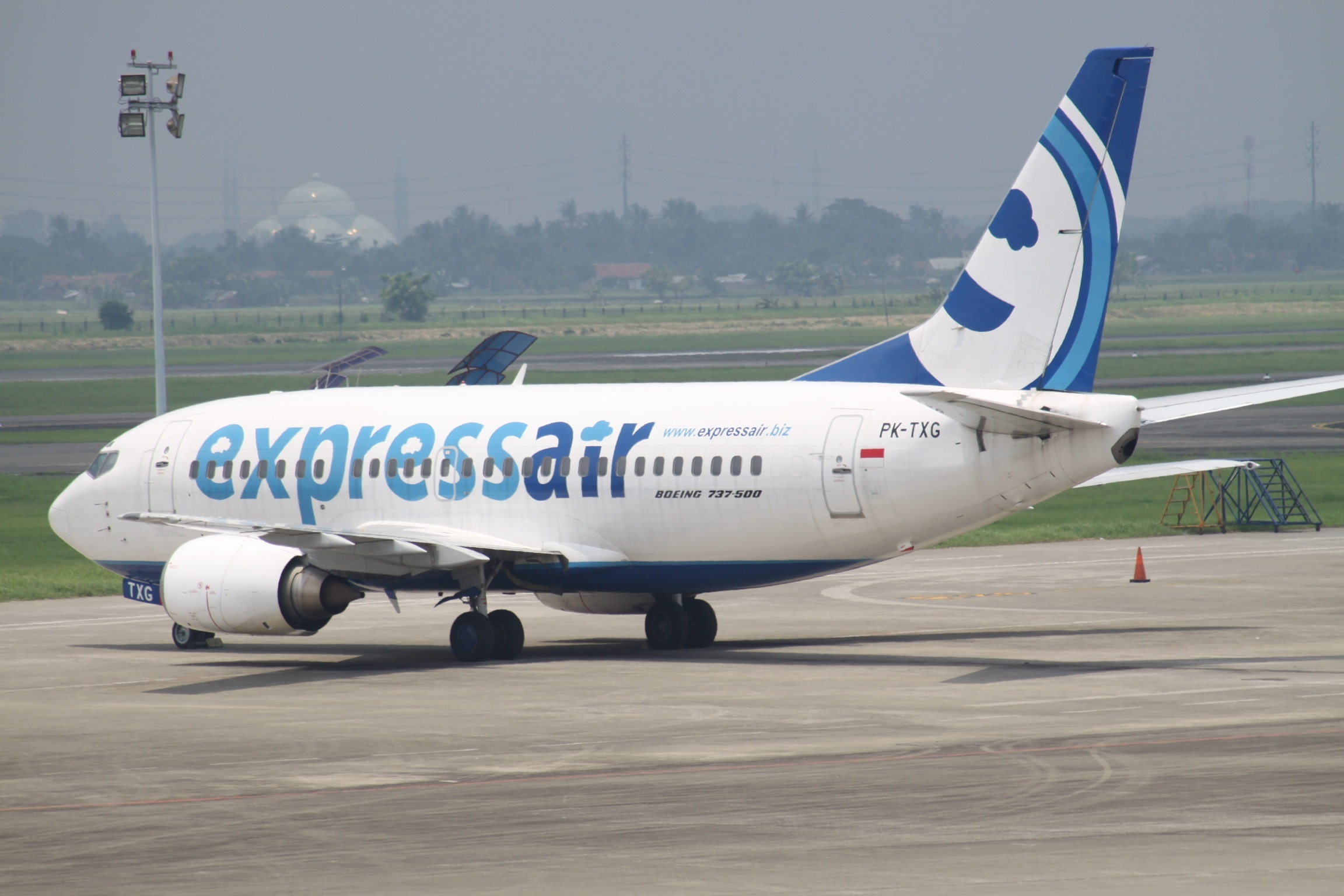
Boeing 737 d'XpressAir

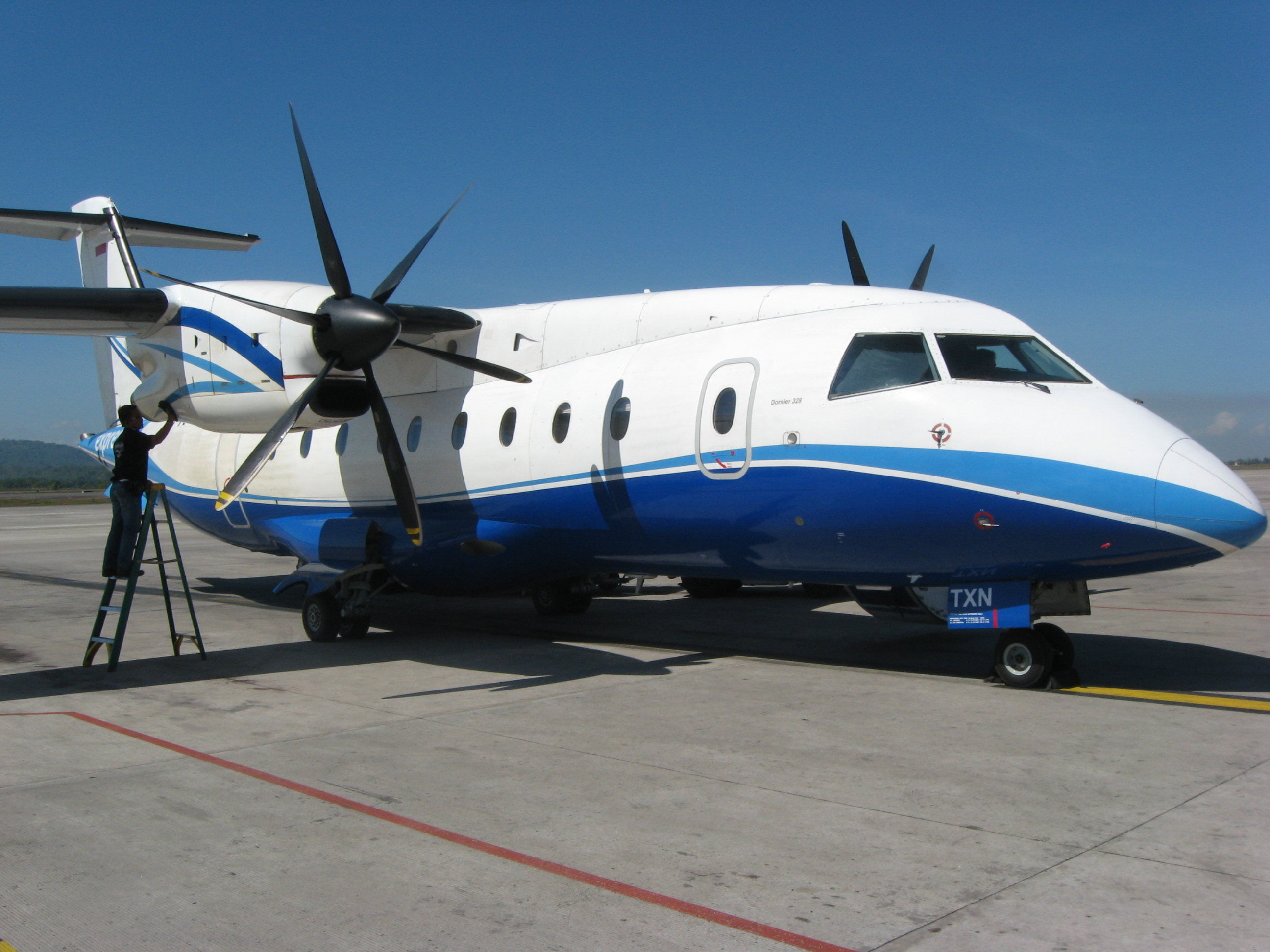
Dornier 328 d'XpressAir

  - Bandung - Aéroport international Husein Sastranegara
  - Bau-Bau - Aéroport Betoambari
  - Dobo - Aéroport de Dobo (en)
  - Fakfak - Aéroport de Fakfak (en)
  - Galela - Aéroport de Galela
  - Gebe - Aéroport de Gebe
  - Gorontalo - Aéroport Jalaluddin
  - Jakarta - Aéroport international Soekarno-Hatta Hub
  - Yogyakarta - Aéroport international Adisutjipto
  - Jayapura - Aéroport Sentani
  - Kaimana (en) - Aéroport de Kaimana (en)
  - Kendari - Aéroport Haluoleo
  - Kao - Aéroport de Kao
  - Labuha - Aéroport de Labuha
  - Langgu - Aéroport de Langgur
  - Luwuk - Aéroport Syukuran Aminuddin Amir
  - Makassar - Aéroport international Sultan Hasanuddin Hub principal
  - Malang - Aéroport Abdul Rachman Saleh
  - Mamuju - Aéroport de Mamuju
  - Manado - Aéroport international Sam Ratulangi
  - Manokwari - Aéroport de Manokwari
  - Morotai - Aéroport de Morotai
  - Nabire - Aéroport de Nabire (en)
  - Padang - Aéroport international Minangkabau
  - Palembang - Aéroport Sultan Mahmud Badaruddin II
  - Pontianak - Aéroport Supadio
  - Sanana - Aéroport de Sanana
  - Samarinda - Aéroport international BSB
  - Saumlaki - Aéroport de Saumlaki
  - Sorong - Aéroport de Sorong
  - Surabaya - Aéroport international Juanda
  - Tanah Merah (en) - Aéroport de Tanah Merah
  - Ternate - Aéroport Babullah
  - Wakatobi - Aéroport de Matahora
  - Wamena - Aéroport de Wamena (en)

- Malaisie
  - Kuching - Aéroport international de Kuching
  - Johor Bahru - Aéroport international de Senai

## Flotte
La flotte de Xpress Air comprend les appareils suivants (en juillet 2014)

## Incidents
- Le 6 novembre 2008, un Dornier 328, six semaines après sa mise en service, s'écrase à l'atterrissage sur l'aéroport de Fakfak (en). Les 36 passagers et membres d'équipage survivent.
- Le 24 août 2009, un Dornier 328 dévie de sa trajectoire sur la piste de l'aéroport de Tanahmerah et finit sa course dans une butte[2]